# Limbe (Malawi)
Limbe è un centro abitato del Malawi, situato nella Regione Meridionale.